# Табори для інтернованих в окупованій Німеччині
Табори для інтернованих в окупованій Німеччині (нім. Internierungslager) — табори, створені союзниками по Антигітлерівській коаліції в рамках комплексу заходів щодо репатріації некорінного населення (полонених, колаборантів та ін). Табори в окупаційних зонах існували з квітня 1945 року по лютий 1950 року.

## Підстави для інтернування
Загальні положення політики інтернування в окупованій гітлерівській Німеччині, що проводили в комплексі заходів із денацифікації, були затверджені союзниками по Антигітлерівській коаліції на Потсдамській конференції, що проходила в серпні 1945 року. Рішення, ухвалене на конференції з цього питання, визначало, що арешту і інтернуванню підлягають:
- партійне керівництво НСРПН;
- впливові нацистські діячі;
- керівники нацистських установ і організацій;
- а також всі інші особи, які становлять небезпеку для окупаційної влади (тобто навіть особи, не зараховувані до нацистів).

Згідно з положенням, виробленим на Ялтинській конференції, в окупаційних зонах, на які повинна була бути розділена Німеччина після капітуляції, верховна влада здійснювалася головнокомандувачами збройних сил чотирьох країн-переможниць, кожним у своїй зоні і за інструкціями своїх урядів. Це означало, що в кожній з окупаційних зон у підході до вирішення питання інтернування населення могли бути відмінності.
1944 року з'явилися перші документи, в яких кожна із союзницьких сторін визначала коло осіб, що підлягають арешту. Так, наприклад, у британському проєкті директиви з денацифікації від 15 серпня 1944 року в пункті 13 було визначено заарештовувати наступних осіб:
- усіх офіцерів СС;
- усіх офіцерів СА, починаючи від штурмбаннфюрерів і вище;
- співробітників і членів НСРПН, починаючи від керівників районних партійних організацій і вище;
- усіх офіцерів Гітлер'югенд чоловічої статі, починаючи від штамфюрера і вище.

Американська секретна директива JCS (Joint Chiefs of Staff) 1067 визначала, що до осіб, які підлягають «автоматичному арешту» (de: Automatischer Arrest), належать:
- керівництво установ НСРПН, починаючи від керівників місцевих груп і вище, всі члени СС, командири військ СС, вищі чини СА і поліції, всі співробітники політичної поліції, гестапо і СД;
- вищі чини міністерств і політичних структур;
- всі вищі офіцери і службовці німецького управління на колишніх зайнятих територіях;
- всі офіцери Генерального штабу;
- судді і прокурори Народної судової палати Третього рейху;
- нацисти і їх симпатики з числа підприємців, працівників громадських і господарських організацій державного і регіонального рівнів, а також підприємці в індустрії, торгівлі, сільському господарстві, фінансових колах, засоби масової інформації та інші

У квітні 1945 року в підрозділи американської спеціальної служби (Counterintelligence Corps (United States Army)), які проводили арешти підозрюваних, була видана докладна інструкція «Arrest Categories Handboks — Germany», в якій, крім іншого, зазначалося, що «автоматичному арешту» можуть підлягати також і особи, які не входять до переліку секретної директиви JCS 1067, але персонально викликають підозру як ймовірна «загроза безпеці» для американських окупаційних військ і військових об'єктів. В СРСР розробкою документів, що регламентують майбутню окупаційну політику в переможеній Німеччині, займалися комісії Народного комісаріату із закордонних справ та комісаріату внутрішніх справ. У лютому 1944 року НКЗС був представлений проект акта капітуляції Німеччини, у додатковому протоколі до якого обговорювалося і коло осіб підлягають інтернуванню:
- члени СА;
- персонал поліції безпеки Третього рейху, включно гестапо та інші збройні формування;
- рейхсляйтери, гауляйтери, особи, причетні до розбійництва на окупованих Німеччиною територіях та керівництву депортації цивільного населення на територію рейху з метою використання його робочою силою (остарбайтером);
- керівники НСРПН до самих нижчих ланок;
- керівництво нацистських концтаборів і таборів для військовополонених.

18 квітня 1945 року вийшов наказ наркома внутрішніх справ СРСР Л. П. Берії № 00315, наказував піддавати арешту:
- шпигунсько-диверсійну і терористичну агентуру німецьких розвідувальних органів;
- учасників всіх організацій і груп, залишених німецьким командуванням і розвідувальними органами противника для підривної роботи в тилу Червоної Армії;
- власників нелегальних радіостанцій, складів зброї, підпільних друкарень;
- активних членів НСРПН;
- керівників фашистських молодіжних організацій;
- співробітників гестапо, СД і інших німецьких каральних органів;
- керівників цивільної адміністрації, а також редакторів газет, журналів і авторів антирадянських видань.[2]

## Табори
Для розміщення інтернованих осіб союзницька влада в окупованій Німеччині організувала велику кількість таборів, в тому числі з колишніх нацистських концтаборів, таборів для військовополонених та в'язниць.
В американській зоні для інтернування було використано 46 об'єктів, з них 37 таборів, в тому числі колишній нацистський табір смерті Дахау. В ньому в 1945-46 рроках у чотирьох окремих зонах розміщувалося до 25 000 осіб (що складалися в СС, військ СС (приміром, колишні службовці 1-ї танкової дивізії СС «Адольф Гітлер» і 2-ї танкової дивізії СС «Дас Райх», партійні і державні функціонери, генерали вермахту та інші). 31 серпня 1948 року табір був переданий баварській владі. Останні затримані покинули табір 28 вересня цього ж року. Надалі, до організації в ньому меморіалу, табір використовувався для розміщення біженців і бездомних.
У британській зоні найбільшим табором для інтернованих був табір Штаумюле в містечку Гефельгоф, знаний як Civil Internment Camp № 5, розташований у колишньому нацистському таборі для військовополонених. З липня 1945 по грудень 1948 року в п'яти зонах табору Штаумюле було інтерновано до 10 000 осіб. Крім цього, на початку 1946 була побудована додаткова зона, у ній містилися ймовірні військові злочинці найвищих рангів, які постали перед нюрнберзьким Міжнародним військовим трибуналом. Надалі на даній території розташувалася місцева в'язниця для неповнолітніх.
Британський Civil Internment Camp № 6 знаходився у колишньому нацистському концтаборі Ноєнгаммі. Вже 27 травня 1945 року туди було доставлено 7987 есесівців із зони дислокації 9-ї армії США. Надалі в таборі розміщувалися нацистські і гдержавні функціонери, можливі військові злочинці та особи, які ймовірно представляють небезпеку для окупаційної влади, переважно з Гамбурга і Шлезвіг-Гольштейну. 13 серпня 1948 року табір був переданий владі Гамбурга, після реконструкції в ньому розмістилася міська в'язниця Vierlande, JVA XII.
Наступними за номером, тобто Civilian Internment Camp № 7 були:
- з листопада 1945 р. по вересень 1946 року Camp Roosevelt[de] — колишній нацистський табір для військовополонених (табір російських) Stammlager VI A[de] в місті Хемер (в «VI A» до кінця 1944 року перебувало до 100 тисяч радянських військовополонених, які працювали в найближчих вугільних шахтах);
- з жовтня 1946 по грудень 1947 року — табір Езельхайде, організований в колишньому німецькому таборі для військовополонених Stammlager VI K (326) у міста Шлос-Гольте-Штукенброк (в VI K (326) за різними даними загинуло від 15 до 70 тисяч радянських військовополонених).

Британський Civil Internment Camp No. 9 — це колишній концтабір Естервеген (один з перших КЦ на північному заході Німеччини).
Менш великі табори для інтернованих перебували: в Зандбостель в колишньому нацистському таборі для військовополонених Stammlager X B, в Вестертімке, в Бад-Фаллінгбостель.
У курортному містечку Бад-Ненндорф з червня 1945 по липень 1946 року британський табір розташовувався в будівлі лазні. Крім високопоставлених чиновників, керівництва НСРПН, дипломатів, офіцерів абверу, на даному секретному об'єкті містилися і особи, підозрювані в шпигунстві на користь Радянського Союзу.
В радянській зоні спочатку знаходилося десять таборів для інтернованих, які підпорядковувалися Відділу спецтаборів НКВС СРСР:
- Спецтабір № 1 в Мюльбергу в колишньому нацистському таборі для військовополонених Stammlager IV B
- Спецтабір № 2 на території концтабору Бухенвальд
- Спецтабір № 3 в Гоеншеннгаузені (Берлін) (пізніше — трудовий табір Штазі[1])
- Спецтабір № 4 в Баутцен
- Спецтабір № 5 в Кетшендорфе (Фюрстенвальде)
- Спецтабір № 6 в Ямліці (район Ліберозе, з вересня 1945); з травня по вересень 1945 — у Франкфурті-на-Одері
- Спецтабір № 7 в Оранієнбурзі (на території концтабору Заксенхаузен) з серпня 1945; з травня по серпень 1945 — у Вернойхене
- Спецтабори № 8 та № 10 в Торгау
- Спецтабір № 9 в Фюнфайхене (Нойбранденбург).
- Також цьому відділу підпорядковувалися пересильна тюрма № 10 в Торгау і в'язниця для засуджених німців в Штреліці[3].

Кількість спецтаборів зменшувалася по мірі скорочення їх контингенту, і в 1948 році залишилося всього три табори, яким була присвоєна нова нумерація: спецтабір № 1 — Заксенхаузен, № 2 — Бухенвальд, № 3 — Bautzen.
28 вересня 1949 року Політбюро ЦК ВКП(б) ухвалило рішення про порядок звільнення частини ув'язнених із спецтаборів та передачу решти спецконтингенту німецьким органам влади. Передача таборів була проведена в січні 1950 року.

## Чисельність ув'язнених
Точне число затриманих і загиблих залишається спірним. Існують дані, що в окупаційних зонах було інтерновано місцевого населення:
- в американській до початку 1946 року — 117 512 осіб,
- у британській всього — 90 614 осіб,
- у французькій до кінця 1945 року — 11 120 осіб,
- в радянській зоні всього — 144 374 осіб.[6]

## Зноски
1. 1 2  Kai Cornelius, Vom spurlosen Verschwindenlassen zur Benachrichtigungspflicht bei Festnahmen, BWV Verlag, 2004, ISBN 3-8305-1165-5
2. ↑  Petra Weber, Justiz und Diktatur: Justizverwaltung und politische Strafjustiz in Thüringen 1945—1961 : Veröffentlichungen zur SBZ-/DDR -Forschung im Institut für Zeitgeschichte, Oldenbourg Wissenschaftsverlag, 2000, p.98, ISBN 3-486-56463-3
3. 1 2  Петров Н. В. История империи «Гулаг», глава 16
4. ↑  Н. П. ИнфоРост. Выписка из протокола № 71 заседания Политбюро ЦК ВКП(б) о возможности освобождения части заключенных из лагерей МВД СССР в Германии и о передаче немецким властям остальных заключенных. 28 сентября 1949 г. docs.historyrussia.org. Процитовано 20 квітня 2020.
5. ↑  Kai Cornelius, Vom spurlosen Verschwindenlassen zur Benachrichtigungspflicht bei Festnahmen, BWV Verlag, 2004, p.131, ISBN 3-8305-1165-5
6. ↑  JacSmet (7 лютого 2020). English: Report to State Security General Ivan Alexandrovich Serov. 1948. Процитовано 9 лютого 2020.